# Euagra azurea
Euagra azurea är en fjärilsart som beskrevs av Walker 1854. Euagra azurea ingår i släktet Euagra och familjen björnspinnare. Inga underarter finns listade i Catalogue of Life.